# Ragueneau (Québec)
Pour les articles homonymes, voir Ragueneau.
Ragueneau est une municipalité de paroisse du Québec (Canada). Dans la municipalité régionale de comté de Manicouagan, dans la région administrative de la Côte-Nord, elle est nommée en l'honneur de Paul Ragueneau.

## Histoire
Ragueneau fut d'abord une terre amérindienne. En 1664, le père Henri Nouvel signale la présence des Papinachois et de quelques familles qui habitaient à la baie des Outardes. Ces familles vivaient de la chasse à l'orignal, de la pêche au saumon et probablement de la chasse au loup-marin.
Ragueneau fit longtemps partie du « Domaine du Roy », qui s'étendait de la région du Lac Saint-Jean jusqu'à l'est de Sept-Îles. Sans un échange de territoire en 1861 entre les Montagnais et le gouvernement, le village de Ragueneau n'aurait jamais existé.
Ce fut devant les petites îles, entourées de récifs et d'apparence modeste, sur la rive ouest de la rivière aux Vases que s'établirent les premiers habitants vers 1870. En 1876, dans un rapport à l'évêque de Rimouski, le père Babel confirma la présence de 28 personnes à cet endroit. Il n'existe aucun vestige apparent de cette période.
Après deux vagues successives de colonisation agricole en 1922 et en 1930, Monseigneur Leventoux charges le père Taillardat d'organiser la paroisse de Ragueneau en 1934. Il y fit construire un presbytère et une église au centre du village qui brûlent en 1946. Le presbytère et l'église furent reconstruits, et on procéda à l'agrandissement en 1958-1959.

## Démographie
| 1991  | 1996  | 2001  | 2006  | 2011  | 2016  | 2021  |
| ----- | ----- | ----- | ----- | ----- | ----- | ----- |
| 1 722 | 1 684 | 1 584 | 1 520 | 1 405 | 1 343 | 1 314 |

### Langues
En 2021, sur une population de 1314 habitants, Ragueneau comptait 97,7 % de francophones et 2,3 % d'innuphones.

## Administration
Les élections municipales se font en bloc et suivant un découpage de six districts.
| Ragueneau Maires depuis 2002                                                                                         |                     |         |          |
| Élection | Maire               | Qualité | Résultat |
| 2002 | Georges-Henri Gagné |         | Voir     |
| 2005 | Georges-Henri Gagné | Voir    |          |
| 2009 | Claude Lavoie       |         | Voir     |
| 2013 | Joseph Imbeault     |         | Voir     |
| 2017 | Joseph Imbeault     | Voir    |          |
| 2021 | Raymond Lavoie      |         | Voir     |
| Élection partielle en italique Depuis 2005, les élections sont simultanées dans toutes les municipalités québécoises |                     |         |          |

## Économie
La municipalité est comprise dans l'agglomération de recensement (en) de Baie-Comeau. Son économie est donc intrinsèquement liée à celle des autres municipalités de la péninsule Manic-Outardes. En 2015, le revenu médian des travailleurs est toutefois plus faible à Ragueneau (28 000 $) que dans le reste de l'agglomération (36 995 $).
Le secteur économique qui occupe le plus grand nombre de ragueneauviens est le secteur des métiers, transport, machinerie et domaines apparentés, suivi de près par le secteur de la vente et des services. Ces deux secteurs occupent ensemble la moitié de la population active. La Scierie des Outardes de Pointe-aux-Outardes et les différents commerces du territoire offrent des emplois pour la plupart des habitants de la municipalité.

## Représentations fédérale et provinciale
Ragueneau fait partie de la circonscription fédérale de Manicouagan au Parlement du Canada et de la circonscription de René-Lévesque à l'Assemblée nationale du Québec.

## Activité
Il est possible d'observer des brachiosaures de grandeur nature au vieux quai de Ragueneau. Ils ont été conçus en 1994 par Rénald Girard.